# JD McDonagh
Jordan Devlin (Condado de Wicklow, 15 de março de 1990) é um lutador de wrestling profissional irlandês. Ele trabalha para a WWE no programa Raw sob o nome de ringue JD McDonagh. Ele é membro do grupo The Judgment Day e é um dos campeões mundiais de duplas com seu colega e mentor Finn Bálor em seu segundo reinado como equipe.
Ele lutou previamente no NXT UK, onde foi uma vez e mais longevo campeão dos pesos-médios do NXT. Suas outras conquistas incluem ser duas vezes OTT World Champion e uma vez PROGRESS Tag Team Champion. Devlin também é conhecido por sua passagem pelo Japão na Pro Wrestling Zero1, lutando sob o nome de ringue Frank David e se tornando uma vez Zero1 International Lightweight Tag Team Champion.

## Início de vida
Devlin nasceu em 15 de março de 1990 em Bray Condado de Wicklow, Irlanda. Ele foi educado na C.B.C. Monkstown, no subúrbio de Monkstown, em Dublin, e mais tarde formou-se na University College Dublin.

## Carreira no wrestling profissional

### Circuito Independente (2006–2018, 2019–2020, 2022)
Começando aos 16 anos, Devlin foi treinado para ser lutador profissional por Fergal Devitt (também conhecido como Finn Bálor) e Paul Tracey. Aos 21 anos, Devlin passou seis meses lutando pela Pro Wrestling Zero1 no Japão, onde ele e Shawn Guinness ganhariam o Zero1 International Lightweight Tag Team Champion.
Devlin é o primeiro campeão mundial de pesos-pesados do Over the Top Wrestling, tendo derrotado Timothy Thatcher em fevereiro de 2018. Ele foi derrotado por WALTER pelo título em 18 de agosto de 2018.
Em 2013, Devlin começou a aparecer no Insane Championship Wrestling (ICW), onde competiu sem sucesso por vários títulos. Em sua estreia, ele e Shawn Maxer desafiaram os Bucky Boys pelo ICW Tag Team Championship em uma luta tripla com o Fight Club no ICW: Get Yer Rat Oot. Ele lutou com Trent Seven e Joe Coffey individualmente pelo ICW World Heavyweight Championship em 2017. Ele desafiou sem sucesso BT Gunn (membro do Fight Club) pelo ICW Zero-G Championship em 2017 antes de ter outra oportunidade no ICW: BarraMania 4 em uma luta gauntlet onde foi eliminado por Andy Wild. Em uma luta sem o título em jogo, ele também enfrentou Kenny Williams, Stevie Boy e Mikey Whiplash, entre outros.
Devlin se tornou Progress Tag Team Champion ao lado de Scotty Davis depois de derrotar Grizzled Young Veterans e Aussie Open no Progress Chapter 95: Still Chasing, mas mais tarde foi destituído dos títulos após 278 dias.

### WWE

#### NXT UK; NXT (2016–2023)

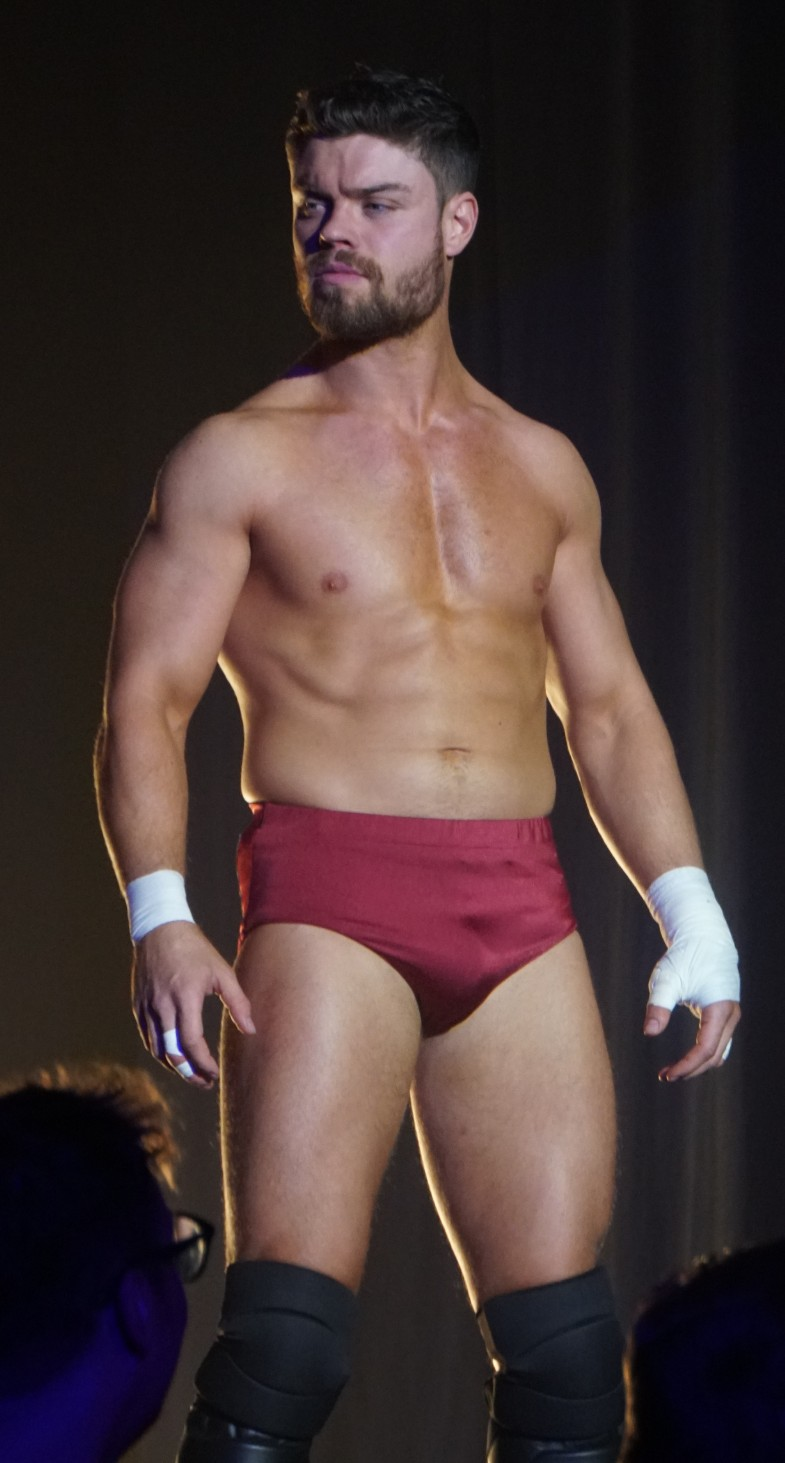
Devlin em 2018.

Em 15 de dezembro de 2016, Devlin foi anunciado como um dos 16 lutadores competindo no primeiro Torneio do Campeonato do Reino Unido para coroar o primeiro campeão da WWE no Reino Unido em 14 e 15 de janeiro de 2017. Devlin derrotou Danny Burch na primeira rodada, avançando para as quartas de final, onde foi derrotado por Tyler Bate. Devlin também apareceu em vários shows ao vivo da WWE. Em 18 de maio de 2018, a WWE anunciou através de seu canal no YouTube que Devlin seria um dos 16 competidores no segundo torneio anual do Campeonato do Reino Unido. Ele derrotou Tyson T-Bone na primeira rodada, mas perdeu para Flash Morgan Webster na segunda rodada.
Após algumas divergências nos episódios do NXT UK, uma luta contra Travis Banks foi marcada para o NXT UK Takeover: Blackpool. No entanto, naquela noite os dois competidores se atacaram antes do sinal tocar, sendo Banks o mais afetado. Devlin, ao entrar no ringue, referiu-se a si mesmo como o melhor lutador da Irlanda, estabelecendo-se assim como vilão. Ele foi interrompido pelo gerente geral da marca, Johnny Saint, que apareceu para marcar uma luta contra um lutador desconhecido que era Finn Bálor.
Nos dias 26 e 27 de janeiro, Devlin participou do torneio Worlds Collide que contou com lutadores do NXT, 205 Live e NXT UK. Ele venceu uma luta battle royal de 15 lutadores para ganhar uma vaga na primeira rodada. Ele derrotou Drew Gulak nas quartas de final antes de ser eliminado por Velveteen Dream nas semifinais. No episódio de 6 de março do NXT UK, Devlin derrotou Banks em uma luta falls count anywhere para encerrar a rivalidade entre eles. No NXT UK TakeOver: Blackpool II, em 12 de janeiro de 2020, Devlin foi derrotado por Tyler Bate.
No Worlds Collide, em 25 de janeiro, Devlin derrotou Banks, Isaiah "Swerve" Scott e Angel Garza em uma luta fatal four-way para conquistar o Campeonato dos Pesos-Médios do NXT. Devlin defendeu com sucesso o título nas edições do NXT e NXT UK contra adversários como Lio Rush, Banks e Trent Seven. Em abril, foi revelado que Devlin não poderia defender o título devido a restrições de viagem causadas pela pandemia de COVID-19 na Irlanda. Isso levou ao anúncio de um torneio para coroar um campeão dos pesos-médios interino. Devlin respondeu chamando quem ganhasse de "fraude" e afirmou que provaria ser o verdadeiro campeão dos pesos-médios quando retornasse. No episódio de 18 de março de 2021 do NXT, Devlin desafiou o campeão interino Santos Escobar para uma luta no NXT TakeOver: Stand & Deliver para determinar o campeão indiscutível dos pesos-médios do NXT. Na Noite 2 do Stand & Deliver, em 8 de abril, Devlin perdeu para Escobar em uma luta de escadas, encerrando seu reinado após 438 dias.
No episódio de 27 de janeiro de 2022 do NXT UK, Devlin enfrentou Ilja Dragunov pelo Campeonato do NXT UK em uma luta sem público, mas foi derrotado. Após trocarem provocações verbais, Devlin teve uma nova chance pelo título, com a estipulação de que o perdedor teria que deixar o NXT UK. A luta ocorreu no 200º episódio do NXT UK, onde Devlin não conseguiu conquistar o título, marcando sua última aparição pela marca.
No episódio de 21 de junho de 2022 do NXT, foi transmitido um vídeo anunciando a chegada de Devlin à marca NXT sob o novo nome de ringue, JD McDonagh. Ele fez sua estreia no NXT: The Great American Bash em 5 de julho, atacando o campeão do NXT Bron Breakker após sua defesa de título contra Cameron Grimes. No NXT: Heatwave, em 16 de agosto, McDonagh desafiou Breakker pelo Campeonato do NXT, mas foi derrotado. No episódio de 20 de setembro do NXT, McDonagh derrotou Tyler Bate para garantir uma nova oportunidade pelo título contra Breakker. Após a luta, eles foram confrontados por Dragunov. Isso levou a uma luta triple threat no Halloween Havoc, em 22 de outubro, onde McDonagh mais uma vez não conseguiu conquistar o título. Ele competiu na primeira edição do Iron Survivor Challenge no NXT Deadline, em 10 de dezembro, que foi vencida por Grayson Waller. No NXT Stand & Deliver, em 1º de abril de 2023, McDonagh lutou pelo Campeonato Norte-Americano do NXT em uma luta fatal-five way, que foi vencida por Wes Lee. No episódio de 2 de maio do NXT, McDonagh derrotou Dragon Lee em sua última luta pela marca.

#### The Judgment Day (2023–presente)
Como parte do Draft da WWE de 2023, McDonagh foi transferido para a marca Raw. No episódio de 15 de maio do Raw, ele competiu em uma battle royal para determinar o desafiante nº 1 pelo Campeonato Intercontinental no Night of Champions, mas foi eliminado por Dolph Ziggler, a quem McDonagh atacou após sua eliminação. Ele lutou contra Ziggler no episódio de 29 de maio do Raw, e a luta terminou em um empate por contagem dupla. Após o combate, McDonagh atacou Ziggler mais uma vez.
Após isso, McDonagh começou a aparecer em segmentos nos bastidores com seu mentor da vida real, Finn Bálor, membro do grupo The Judgment Day. No Crown Jewel, em 4 de novembro, McDonagh perdeu para Sami Zayn no kickoff show. Duas semanas depois, no Raw, McDonagh se tornou um membro oficial do grupo. No Survivor Series: WarGames, em 25 de novembro, McDonagh, junto com The Judgment Day e Drew McIntyre, perdeu para Cody Rhodes, Zayn, Jey Uso, Seth Rollins e Randy Orton (que fez seu retorno no evento) em uma luta WarGames. Nos momentos finais da luta, McDonagh foi jogado da jaula por Zayn e Rollins, caindo em um RKO de Orton. No episódio de 18 de dezembro do Raw, McDonagh foi derrotado por R-Truth em uma luta Miracle on 34th Street Fight com a estipulação de que o perdedor deixaria o Judgment Day. Mais tarde naquela noite, Priest informou a McDonagh que ele ainda fazia parte do The Judgment Day. No Royal Rumble, em 27 de janeiro de 2024, McDonagh entrou em sua primeira luta Royal Rumble como o número 23, mas foi rapidamente eliminado em três segundos por Uso.
No episódio de 13 de maio do Raw, McDonagh e Bálor venceram uma luta fatal four-way com a ajuda de Carlito para se tornarem os desafiante nº 1 pelo Campeonato Mundial de Duplas. Na semana seguinte, eles não conseguiram conquistar os títulos contra o Awesome Truth (The Miz e R-Truth), após Braun Strowman impedir a interferência de Carlito. No episódio de 24 de junho do Raw, com a ajuda de Liv Morgan, McDonagh e Bálor venceram o Awesome Truth e conquistaram os títulos, marcando a primeira conquista de McDonagh no plantel principal. No episódio de 5 de agosto do Raw, McDonagh foi revelado como parte do Judgment Day reformulado, com Carlito e Morgan, substituindo Damian Priest e Rhea Ripley. McDonagh e Bálor defenderam com sucesso os títulos contra The War Raiders (Erik e Ivar) no episódio de 25 de novembro do Raw, antes de perdê-los em uma revanche no episódio de 16 de dezembro, após interferência de Priest, encerrando seu reinado de 175 dias.

## Títulos e prêmios
- British Championship Wrestling
  - BCW Tag Team Championship (1 vez) – com Sean South[54][55]
- Fight Factory Pro Wrestling
  - Irish Junior Heavyweight Championship (1 vez)[56][57]
- NWA Ireland
  - NWA Ireland Junior Heavyweight Championship (1 vez)[58]
  - NWA Ireland Tag Team Championship (1 vez) - com Sir Michael W. Winchester[59][60][61]
- Over the Top Wrestling
  - OTT World Championship (2 vezes)[62][63][64][65][66]
  - OTT No Limits World Heavyweight Championship (1 vez)[67][68][62]
- Progress Wrestling
  - Progress Tag Team Championship (1 vez) - com Scotty Davis[69][70]
- Pro Wrestling Illustrated
  - PWI o colocou na #58ª posição dos 500 melhores lutadores individuais em 2019[71]
- Pro Wrestling Zero1
  - NWA International Lightweight Tag Team Championship (1 vez) – com Shawn Guinness[72][73]
- TNT Extreme Wrestling
  - TNT World Championship (1 vez)[74][75]
- WWE
  - Campeonato dos Pesos-Médios do NXT (1 vez)[76][77]
  - Campeonato Mundial de Duplas (2 vezes, atual) – com Finn Bálor
  - Slammy Award (1 vez)
    - Facção do Ano (2024) – como membro do The Judgment Day